# الحبيب حداد
الحبيب حداد، هو سياسي تونسي.

## السيرة الذاتية
عين في 5 سبتمبر 2002 في منصب وزير الفلاحة والبيئة والموارد المائية في حكومة محمد الغنوشي الأولى، وبقي في هذا المنصب حتى 11 نوفمبر 2004، أين تم ثانية فصل وزارة البيئة عن الفلاحة، فواصل هو مهمته على رأس وزارة الفلاحة حتى 29 أغسطس 2008، بينما ذهبت وزارة إلى البيئة إلى نذير حمادة.

## التتبعات القضائية
بعد الثورة التونسية في 2011، تم استدعاؤه في 13 سبتمبر من نفس السنة للاستماع إلى أقواله فيما يخص قضية فساد تخص أراضي فلاحية تم التفويت فيها. في 11 يناير 2012، تم إصدار بطاقة تحجير سفر خارج تراب الجمهورية في حقه في إطار قضية الفساد هذه. أعيد استنطاقه في 7 يونيو 2012 وتقرر إبقاؤه في حالة سراح أثناء الأبحاث. في 16 يونيو 2017، أجلت محاكمته في هذه القضية والتي اتهم فيها أيضا الرئيس زين العابدين بن علي والوزير رضا قريرة.